# L'Étrange Noël de Krusty
L'Étrange Noël de Krusty est le dixième épisode de la vingt-huitième saison de la série télévisée Les Simpson et le 606e épisode de la série. Il est sorti en première sur le réseau Fox le 11 décembre 2016.

## Synopsis
Le quatrième dimanche de l'Avent, seuls quelques fidèles assistent au sermon du Révérend Lovejoy à l'église de Springfield. À la suite d'une réunion avec les membres les plus fervents de la communauté, dont Ned Flanders, le pasteur reconnaît que la fréquentation du temple baisse et se donne pour mission de convertir certains habitants afin de pallier ce manque.
De son côté, Krusty est blessé alors qu'il patinait avec sa fille, Sophie, à proximité d'un festival païen organisé à Springfield et séjourne à l'hôpital. Il prend alors conscience que sa fille, élevée dans la religion chrétienne par sa mère, souhaite fêter Noël et non Hanoucca. Marge propose alors au clown et à sa fille de passer le réveillon chez eux. L'initiative est un échec complet : constamment entouré d'une équipe de tournage, Krusty ne peut s'empêcher de filmer chaque moment de la soirée comme un show télévisé. Outrée par son attitude, Sophie demande à son père de partir.
Seul et désemparé, Krusty est approché à la Taverne de Moe par le Révérend Lovejoy qui tente de le convertir à la foi chrétienne. Krusty accepte, dans l'espoir de se réconcilier avec sa fille...
Parallèlement, Marge offre à Maggie un petit elfe en peluche supposé veiller sur elle la nuit de Noël et raconter au Père Noël si elle a été sage. Mais le bébé est rapidement effrayé par cette poupée et va alors tout faire pour s'en débarrasser...

## Réception
Lors de sa première diffusion l'épisode a attiré 5,6 millions de téléspectateurs.